# Manuel Alonso de Areyzaga
Manuel Alonso de Areyzaga (Sant Sebastià, 2 de novembre de 1895 - Madrid, 11 d'octubre de 1984) fou un tennista espanyol de la dècada de 1920.

## Trajectòria
Fou campió d'Espanya individual de tennis els anys 1915, 1919 i 1920. També destacà en dobles formant parella amb el seu germà José María. Participà en els Jocs Olímpics d'Estiu de 1920 a Anvers i el mateix any arribà a semifinals del World Hard Court Championships. També participà en els Jocs Olímpics d'Estiu de 1924 a París. Participà en el campionat de Wimbledon el 1921, derrotat per Brian Norton, i el 1922 i 1924. Entre 1921 i 1925, jugà amb l'equip espanyol de Copa Davis. El 1923 marxà als Estats Units. Allí participà regularment al U.S. Championships fins a 1927, arribant a quarts de final els anys 1922, 1923, 1925 i 1927. Arribà al top 10 dels Estats Units els anys 1925, 1926 i 1927, essent el número 2 l'any 1926. El 1927 fou número 5 mundial segons The Daily Telegraph. Als anys 30 tornà a participar en la Copa Davis. El 1977 fou inclòs al Tennis Hall of Fame.